# Роберто Соса (уругвайський футболіст)
Роберто Елізео Соса Ечартеа (ісп. Roberto Eliseo Sosa Echartea; нар. 14 червня 1935, Сан-Карлос, Уругвай — пом. 27 червня 2008) — уругвайський футболіст, воротар.

## Клубна кар'єра
Вихованець клубу «Насьйональ» (Монтевідео), за юнацьку команду якого виступав до завершення 1954 року. У 1955 році переведений до першої команди, за яку грав до 1968 року. За вище вказаний період часу зіграв 382 матчі в футболці «Насьйоналя», разом зі столичним клубом вигравав чемпіонат Уругваю 1955, 1956, 1957, 1963 та 1966 років. У 1964 році зіграв у фіналі Кубку чемпіонів Лібертадорес, в якому «Насьйональ» поступився аргентинському «Індепендьєнте». У 1968 році переїхав до Чилі, де грав за «Універсідад» (у команді провів один сезон та виграв Турнір Метрополітано). Потім грав за «Депортес Ла-Серена». У вище вказаних клубах зігшрав 14 та 33 матчі відповідно. У 1970 році повертається до Уругваю, де в складі «Рівер Плейта» стає бронзовим призером чемпіонату Уругваю («Рівер» поступився лише грандам уругвайського футболу, «Пеньяролю» та «Насьйоналю»). Футбольну кар'єру завершив 1972 року в клубі «Сан-Карлос» з рідного міста.

## Кар'єра в збірній
У складі юнацької (U-19) збірної Уругваю учасник чемпіонату Південної Америки 1954 року у Венесуелі, на якому став переможцем турніру. Зіграв 6 матчів під керівництвом Герардо Спозіто. З 1959 по 1967 рік зіграв 22 матчі за національну збірну Уругваю, в яких пропустив 35 м'ячів. Учасник чемпіонатів світу 1962 та 1966 років. На першому з вище вказаних турнірів був основним воротарем та зіграв у всих трьох матчах. На чемпіонаті світу в Англії залишався резервним воротарем. Учасник чемпіонату Південної Америки 1959 року.

## Досягнення

### Клубні
- Прімера Дивізіон Уругваю
  -  Чемпіон (5): 1955, 1956, 1957, 1963, 1966

- Кубок Лібертадорес
  -  Фіналіст (2): 1964, 1967

### У збірній
- Молодіжний чемпіонат Південної Америки (U-19)
  -  Чемпіон (1): 1954

- Чемпіонат Південної Америки
  -  Чемпіон (1): 1959 (Еквадор)